# Crossandra grandidieri
Crossandra grandidieri är en akantusväxtart som först beskrevs av Henri Ernest Baillon, och fick sitt nu gällande namn av Raymond Benoist. Crossandra grandidieri ingår i släktet Crossandra och familjen akantusväxter. Inga underarter finns listade i Catalogue of Life.